# Rhynchetera carnealis
Rhynchetera carnealis är en fjärilsart som beskrevs av George Francis Hampson 1896. Rhynchetera carnealis ingår i släktet Rhynchetera och familjen mott. Inga underarter finns listade i Catalogue of Life.